# جون موريس (مؤرخ)
جون موريس (بالإنجليزية: John Morris)‏ (و. 1913 – 1977 م) هو مؤرخ، وكاتب سيناريو بريطاني، توفي في لندن، عن عمر يناهز 64 عاماً.

## التعليم
تعلم في كلية يسوع
.

## وصلات خارجية
- جون موريس على موقع IMDb (الإنجليزية)

- جون موريس في قاعدة بيانات الأفلام على الإنترنت